# Aiguamolls de Molins de Rei
Els Aiguamolls de Molins de Rei eren uns aiguamolls artificials situats al marge esquerre del riu Llobregat, molt pròxims a la llera. Els aiguamolls inicialment inclosos a l'inventari eren una zona llacunar d'unes 6,8 Ha, creada l'any 1995 entre el riu Llobregat i l'autopista A-2, a l'altura del polígon industrial del Pla. Aquests aiguamolls s'han vist afectats per les obres del TGV i actualment (2006) s'estan reconstruint uns nous aiguamolls al NE de l'àrea inicial. Els nous aiguamolls no presenten cap hàbitat remarcable.
S'ha excavat una gran cubeta que es troba encara sense aigua i desproveït de vegetació. Els aiguamolls inicials es van dur a terme amb la participació del Departament de Medi Ambient, l'Ajuntament de Molins de Rei i la Fundació Terra. Es va excavar una cubeta sense arribar al nivell freàtic i l'aigua hi arribava directament del riu Llobregat mitjançant una bomba que funcionava amb energia solar.
Van arribar a ser usats com a dormidor per diversos centenars d'esplugabous (Bubulcus ibis) i de martinets blancs (Egretta garzetta).
Es preveu que els nous aiguamolls puguin tenir un interès per a la fauna i un funcionament similar. L'interès principal d'aquest espai és l'educació ambiental. La sobrefreqüentació humana i els impactes derivats de la proximitat a diverses vies de comunicació (soroll, efecte barrera, etc.) són els principals factors que afecten negativament l'espai.